# Wybory do Parlamentu Europejskiego w Bułgarii w 2019 roku
Wybory do Parlamentu Europejskiego IX kadencji w Bułgarii zostały przeprowadzone 26 maja 2019 roku. Bułgarzy wybrali 17 eurodeputowanych. Frekwencja wyniosła 32,4%. Wybory wygrał rządzący obóz prawicowy, pokonując socjaldemokratów.

## Wyniki wyborów
|  | Partia                                            | Grupa w PE | Mandaty | Zmiana | % głosów | Zmiana |
|  | ------------------------------------------------- | ---------- | ------- | ------ | -------- | ------ |
|  | Obywatele na rzecz Europejskiego Rozwoju Bułgarii | EPP        | 6       |        | 31,07    | 0,67   |
|  | Bułgarska Partia Socjalistyczna                   | S&D        | 5       | 1      | 24,26    | 5,33   |
|  | Ruch na rzecz Praw i Wolności                     | ALDE       | 3       | 1      | 16,56    | 0,72   |
|  | WMRO – Bułgarski Ruch Narodowy                    | ECR        | 2       |        | 7,36     | 3,3    |
|  | Demokratyczna Bułgaria                            | EPP        | 1       | 1      | 6,06     | 6,06   |
|  | Wola                                              | brak       | 0       |        | 3,62     | 3,62   |
|  | Inni                                              |            | 0       |        | 11,07    |        |
|  | Łącznie                                           |            | 17      |        | 100,0    |        |

## Źródła
- State Election Comission. cik.bg. [dostęp 2019-06-21]. (bułg.).